# Черевский
Черевский — ручей в России, протекает по территории Кенозерского сельского поселения Плесецкого района Архангельской области. Длина ручья — 11 км.

## Общие сведения
Ручей берёт начало из болота без названия на высоте выше 96 м над уровнем моря и далее течёт преимущественно в юго-западном направлении по заболоченной местности.
Ручей имеет один малый приток длиной 2,5 км.
Устье ручья находится в 21 км по левому берегу реки Черевы, притока реки Водлы, впадающей в Онежское озеро.
Населённые пункты на ручье отсутствуют.
Код объекта в государственном водном реестре — 01040100412202000016583.